# Derek Bailey
Derek Bailey (Sheffield, 29 gennaio 1930 – Londra, 25 dicembre 2005) è stato un chitarrista e musicista inglese, padre dell'improvvisazione libera.

## Biografia
Bailey nasce a Sheffield, in Inghilterra. Musicista della terza generazione, iniziò a suonare la chitarra all'età di dieci anni, continuando gli studi anche con John Duarte. Da adulto trovò lavoro come chitarrista e turnista in club, radio, sale da ballo e così via, suonando con svariati artisti fra cui Gracie Fields, Bob Monkhouse e Kathy Kirby, e su programmi televisivi come Opportunity Knocks. Bailey fu anche un membro del trio fondato a Sheffield nel 1963 con Tony Oxley e Gavin Bryars che fu chiamato "Joseph Holbrooke" (dal nome del compositore, del cui repertorio in realtà non hanno mai eseguito niente..). Sebbene all'inizio facessero jazz “convenzionale”, questo gruppo sviluppò una linea sempre più libera.
Bailey si spostò a Londra nel 1966, iniziando a frequentare il Little Theatre Club gestito dal batterista John Stevens. Lì incontrò molti altri musicisti accomunati da un approccio alla musica simile al suo, come il sassofonista Evan Parker, il trombettista Kenny Wheeler e il contrabbassista Dave Holland. Questi musicisti spesso collaboravano sotto il nome collettivo di Spontaneous Music Ensemble, registrando l'album seminale “Karyobin” per l'etichetta Island Records nel 1968. Lo stesso anno Bailey formò la Music Improvisation Company con Parker, il percussionista Jamie Muir e Hugh Davies con strumenti elettronici fatti in casa, un progetto che continuò fino al 1971. Faceva anche parte dell'Orchestra dei Compositori Jazz e degli Iskra 1903, un trio con il contrabbassista Barry Guy e il trombonista Paul Rutherford che prendeva il nome da un giornale pubblicato dal rivoluzionario russo Vladimir Lenin.
Nel 1970 Bailey fondò l'etichetta discografica Incus con Tony Oxley, Evan Parker e Michael Walters. Ebbe una grande influenza poiché rappresentava la prima etichetta indipendente nel Regno Unito di proprietà di musicisti. Oxley e Walters se ne andarono presto; Parker e Bailey continuarono come co-direttori fino verso la metà degli anni '80, quando l'attrito fra i due determinò la dipartita di Parker. Bailey continuò a dirigere l'etichetta con la compagna Karen Brookman fino alla morte nel 2005.
Insieme a una serie di altri musicisti, Bailey fondò la rivista Musics nel 1975. La rivista venne descritta come “rivista d'arte sulla impromentale sperivisazione” (“impromental experivisation”) e circolava attraverso una rete di negozi di musica orientati in questa direzione, diventando probabilmente una delle pubblicazioni sul jazz più significative della seconda metà degli anni '70, necessaria alla fondazione della Collettiva dei Musicisti di Londra.
L'anno 1976 vede Bailey formare la “Company”, una congregazione mutevole di improvvisatori sulla stessa linea di pensiero, che incluso più volte Anthony Braxton, Tristan Honsinger, Misha Mengelberg, Lol Coxhill, Fred Frith, Steve Beresford, Steve Lacy, Johnny Dyani, Leo Smith, Han Bennink, Eugene Chadbourne, Henry Kaiser, John Zorn, Buckethead e molti altri. “Company Week”, festival annuale di libera improvvisazione della durata di una settimana organizzato da Bailey, realizzato ininterrottamente fino al 1994.
Nel 1980 scrive il libro “Improvvisazione: Natura e Pratica”, che fu adattato dal Channel Four inglese sotto forma di serie TV divisa in quattro parti all'inizio degli anni '90, scritta e illustrata da Bailey.
Bailey è morto a Londra il Natale del 2005, soffriva di Sclerosi Laterale Amiotrofica. 

## La Musica di Bailey
Per ascoltatori che non sono familiari alla musica sperimentale, lo stile caratteristico di Bailey può risultare inizialmente abbastanza ostico. La sua peculiarità risulta essere proprio la propria estrema discontinuità, spesso da una nota all'altra: fra due note consecutive talvolta passano intervalli di tempo infiniti, e anziché ricercare un timbro costante com'è tipico per gran parte dei chitarristi, Bailey lo spezza il più possibile, ad esempio quattro note di fila potevano essere eseguite su una corda aperta, su una corda schiacciata, con le armoniche, e usando tecniche non convenzionali come grattare la corda con il plettro o picchiettando sotto il ponte. Molti dei punti chiave del suo stile –discontinuità radicale, la concisa autosufficienza di ogni gesto, l'amore per ampi intervalli – sono dovuti alla sua iniziale ammirazione per Anton Webern, influenza piuttosto riconoscibile nelle sue prime registrazioni edite, Pieces for Guitar (1966-67, pubblicata su etichetta Tzadik).
Bailey suonava sia la chitarra acustica che la elettrica, anche se solitamente più la prima, e riusciva a estendere le possibilità del proprio strumento in modo radicale, ottenendo così una gamma di suoni infinitamente più ampia di quella comune. Esplorava il vocabolario completo dello strumento, producendo timbri e toni che spaziavano dai tintinnii più delicati a feroci attacchi sonori. (I suoni che produceva sono stati paragonati a quelli del pianoforte modificato di John Cage.) Di solito suonava uno strumento convenzionale con accordatura normale, ma l'uso che faceva dell'amplificazione spesso era fondamentale. Negli anni Settanta la sua attrezzatura comprendeva due amplificatori controllati indipendentemente per produrre un effetto stereo durante il live, e spesso utilizzava un pedale di sordina per contrastare il normale attacco e declino delle note. Praticava anche un uso originalissimo del feedback, una tecnica sviscerata nell'album String Theory (Paratactile, 2000).
Anche se Bailey occasionalmente faceva uso di chitarre “modificate” negli anni '70 (ad esempio mettendo delle graffette sulle corde, avvolgendo gli strumenti in catene, aggiungendo corde alla chitarra e così via), più che altro per scopi teatrali e Dadaisti, verso la fine del decennio dichiarò di aver abbandonato “certi metodi” s. Bailey sosteneva che il proprio approccio alla scrittura musicale era molto più ortodosso rispetto ad altri musicisti come Keith Rowe del collettivo di improvvisazione AMM, che tratta la chitarra puramente come una “sorgente di suono” più che uno strumento musicale vero e proprio. Al contrario Bailey preferiva ricercare gli “effetti” di cui aveva bisogno attraverso la tecnica..
Rifuggendo le etichette come “jazz” (e pure “free jazz”), Bailey descrive la propria musica come “non idiomatica”, un'etichetta che è stata a lungo discussa. Nella seconda edizione del proprio libro, “Improvisation...”, Bailey dichiarava di avere la sensazione che l'improvvisazione libera non era più “non idiomatica” nella sua interpretazione della parola, poiché si era trasformata in un genere riconoscibile e uno stile musicale a sé. Nei suoi sforzi per evitare la prevedibilità, pescava costantemente i suoi collaboratori da svariati ambiti musicali: musicisti diversificati come Pat Metheny, John Zorn, Lee Konitz, David Sylvian, Cyro Baptista, Cecil Taylor, Keiji Haino, il ballerino di tip-tap Will Gaines, il dj di Drum'n'Bass Nini, Thurston Moore dei Sonic Youth e il gruppo noise rock giapponese Ruins. Infatti, nonostante spesso si esibisse e facesse le proprie registrazioni in un contesto solista, era ben più interessato alle dinamiche e alla sfida rappresentata dall'attività svolta insieme ad altri musicisti, soprattutto quelli che non condividevano necessariamente il suo approccio; “” Deve esserci un qualche grado non solo di mancanza di familiarità, ma proprio di incompatibilità con un partner. Altrimenti, che improvvisi a fare? Con cosa o dove stai improvvisando? Devi trovare un punto su cui puoi lavorare. Se non ci sono difficoltà, mi sembra che non ci sia alcun motivo di mettersi a suonare. Riconosco che la cosa che mi stimola è cercare di far funzionare qualcosa. E quando funziona, è meraviglioso. Forse l'analogia più ovvia è il granello che genera una perla in un'ostrica, e roba del genere.””
Bailey era rinomato anche per il suo pungente senso dell'umorismo. Nel 1977 la rivista Musics chiese a una trentina di musicisti raggruppati sotto il denominatore dell'improvvisazione libera: “” cosa succede alla percezione del tempo durante l'improvvisazione?”” . Le risposte ricevute andavano da lunghi saggi altamente teorici a commenti abbastanza diretti. La risposta di Bailey fu tipicamente aforistica: “” I tic diventano toc e i toc diventano tic””.

L'ultima registrazione pubblicata nel corso della sua vita,“Carpal Tunnel", documentava le sue battaglie personali contro lo sviluppo del tunnel carpale alla sua mano destra, che gli aveva reso impossibile impugnare il plettro (e segnò in realtà il manifestarsi della sua Sclerosi Laterale Amiotrofica). Fu estremamente tipico del suo carattere il rifiuto di farsi operare chirurgicamente per curare la propria malattia, interessandosi maggiormente ad apprendere una maniera per aggirare e superare la limitazione motoria. Decise così di apprendere da capo le tecniche chitarristiche utilizzando il pollice e l'indice per pizzicare le corde.

## Discografia
Parziale
- Karyobin (con lo Spontaneous Music Ensemble, Island records, 1968)
- The Topography of the Lungs (con Han Bennink ed Evan Parker, Incus, 1970 (nb: prima uscita della sua etichetta personale la Incus record))
- The Music Improvisation Company, 1968 - 1971 (con la Music Improvisation Company, Incus, 1971)
- The London Concert (con Evan Parker, Incus, 1971)
- Solo Guitar Volume 1 (Incus, registrato nel 1971, riedito nel 1992)
- Solo Guitar Volume 2 (Incus, 1972)
- Duo (con Anthony Braxton, Emanem, 1974, riedito su CD con materiali extra nel 1996)
- Jesus' Blood Never Failed Me Yet/The Sinking of the Titanic (con Gavin Bryars e altri, Obscure Records, 1975)
- Company 6 & 7 (con altri musicisti tra cui Lol Coxhill, Han Bennink, Leo Smith, Tristan Honsinger, Steve Beresford, Anthony Braxton e altri, Incus 1992)
- Dart Drug (con Jamie Muir, Incus, 1981)
- Cyro (con Cyro Baptista, Incus, 1982)
- Yankees (con John Zorn e George Lewis, registrato nel 1983; pubblicato variamente da Celluloid e Charly)
- Figuring (con Barre Phillips, Incus, 1987)
- Takes Fakes and Dead She Dances (Incus, 1987)
- Lace (solo guitar, Emanem, recorded 1989)
- Village Life (con Thebe Lipere e Louis Moholo, Incus 1992)
- Playing (con John Stevens, Incus 1992)
- Rappin & Tappin (con Will Gaines, Incus, 1994)
- Guitar, Drums and Bass (con DJ Ninj, Avant records, 1996)
- The Sign Of Four (con Pat Metheny, Gregg Bendian, Paul Wertico, Knitting Factory, 1997)
- The Gospel Record (con Amy Denio, Dennis Palmer, registrato nel 1999; pubblicato su Shaking Ray Records nel 2005)
- Ballads, (Tzadik, 2002)
- Pieces for Guitar, (Tzadik, 2002)
- Barcelona (con Agusti Fernandez), Hopscotch Records, 2001, acquistabile su emusic
- Wireforks (con Henry Kaiser) Shanachie/Jazz, 1993 acquistabile su emusic
- Legend of the Blood Yeti with Thirteen Ghosts and Thurston Moore
- Limescale (con Tony Bevan, Incus, 2002)
- Improvisation Ampersand/Runt 1975, acquistabile su emusic
- Soshin (con Fred Frith e Antoine Berthiaume) Ambiances Magnetiques, 2003, acquistabile su actuellecd.com
- Carpal Tunnel, Tzadik, 2005
- To Play (The Blemish Sessions), Samadhi, 2006
- Derek with Cyro Baptista (Amulet), 2006
- Standards (Tzadik), 2007
- Tony Oxley Derek Bailey Quartet (Jazzwerkstatt), 2008
- Good Cop Bad Cop with Tony Bevan, Paul Hession & Ōtomo Yoshihide (No-Fi), 2009
- More 74: Solo Guitar Improvisations (Incus), 2010
- Close to the Kitchen (Rectangle), 2011
- Derek Bailey Plus One Music Ensemble (Nondo), 2012